# Caritas Africa
Caritas Africa est une confédération d'organisations catholiques d'aide sociale, d'aide au développement et d'aide humanitaire opérant en Afrique. Elle est une des sept régions de du réseau mondial Caritas Internationalis.
Caritas Africa désigne à la fois le réseau africain et ses 46 organisations membres, et son secrétariat basé à Lomé au Togo. Les langues officielles de l'organisation sont l'anglais, le français et le portugais.

## Travail
Les organisations membres de Caritas Africa œuvrent dans leurs pays pour réduire la pauvreté à travers des programmes d'aide sociale et des projets de développement à long terme. Elles apportent également des réponses humanitaires aux personnes affectées par les urgences humanitaires d'origine naturelle, telles que les inondations ou les sécheresses, ou humaine, telles que les guerres. Les secteurs d'activités sont nombreux et variés et incluent l'éducation, la santé, la sécurité alimentaire, l'eau, assainissement et hygiène et la réduction des risques de catastrophes.
Le secrétariat régional est engagé dans le plaidoyer politique au niveau africain et mondial, et s'engage dans le renforcement des capacités de ses membres,,.

## Membres
Les premières organisations Caritas en Afrique ont été établies dans les années 1950, encore avant la décolonisation de l'Afrique, bien que la majorité datent des années 1960 et 1970.
Caritas Afrique compte 46 organisations membres couvrant la région sub-saharienne, y compris les îles de l'Océan Indien et de l'Atlantique. Caritas Afrique ne couvre pas l'ensemble du continent africain, car les organisations Caritas du Maghreb, du Machrek et, en partie, de la Corne de l'Afrique appartiennent à une région distincte au sein de Caritas Internationalis, à savoir Caritas Moyen-Orient et Afrique du Nord (en).
Les organisations Caritas nationales sont les membres de Caritas Afrique. Dans la plupart des pays, chaque organisation nationale chapeaute plusieurs organisations Caritas diocésaines. Les Caritas 507 diocésaines et les milliers paroissiales opèrent au niveau local mais ne sont pas directement membres de Caritas Afrique. En outre, des agences Caritas d'autres régions gèrent parfois des bureaux nationaux dans les pays africains, comme CAFOD (Angleterre et Pays de Galles), Caritas République tchèque, Caritas Suisse, CRS (États-Unis) ou Trócaire (Irelande), qui ne font pas non plus partie de Caritas Africa.

### Liste des organisations membres
| Pays                             | Organisation membre (nom en français)                                                   | Organisation membre (nom local ou alternatif)                          | Année de création |
| -------------------------------- | --------------------------------------------------------------------------------------- | ---------------------------------------------------------------------- | ----------------- |
| Afrique du Sud                   | Caritas Afrique du Sud                                                                  | Siyabhabha Trust Caritas South Africa                                  | 1970              |
| Angola                           | Caritas Angola                                                                          | Caritas de Angola                                                      | 1957              |
| Bénin                            | Caritas Bénin                                                                           | —                                                                      | 1958              |
| Botswana                         | Caritas Botswana                                                                        | —                                                                      | 1984              |
| Burkina Faso                     | Organisation catholique pour le développement et la solidarité (OCADES Caritas Burkina) | Caritas Burkina Faso                                                   | 1956              |
| Burundi                          | Caritas Burundi                                                                         | —                                                                      | 1962              |
| Cameroun                         | Fondation Caritas Cameroun                                                              | —                                                                      | 1971              |
| Cap-Vert                         | Caritas Cap-Vert                                                                        | Cáritas caboverdiana                                                   | 1976              |
| Comores                          | Caritas Comores                                                                         | —                                                                      | 1979              |
| Côte d'Ivoire                    | Caritas Côte d'Ivoire                                                                   | —                                                                      | 1955              |
| Eswatini                         | Caritas Swaziland                                                                       | —                                                                      | 1977              |
| Guinée équatoriale               | Caritas Guinée équatoriale                                                              | ?                                                                      | 1980              |
| Érythrée                         | Caritas Érythrée                                                                        | Eritrean Catholic Secretariat                                          | ?                 |
| Éthiopie                         | Caritas Éthiopie                                                                        | Ethiopian Catholic Church Social and Development Commission (ECC SDCO) | 1965              |
| Gabon                            | Caritas Gabon                                                                           | —                                                                      | 1967              |
| Gambie                           | Caritas Gambie                                                                          | Catholic Development Office (CaDO)                                     | 2001              |
| Ghana                            | Caritas Ghana                                                                           | —                                                                      | 1960              |
| Guinée                           | Organisation catholique pour la promotion humaine (OCPH) / Caritas Guinée               | —                                                                      | 1986              |
| Guinée-Bissau                    | Caritas Guinée-Bissau                                                                   | Caritas Guiné-Bissau                                                   | 1982              |
| Kenya                            | Caritas Kenya                                                                           | —                                                                      | 1973              |
| Lesotho                          | Caritas Lesotho                                                                         | —                                                                      | 1970              |
| Liberia                          | Caritas Liberia                                                                         | —                                                                      | 1990              |
| Madagascar                       | Caritas Madagascar                                                                      | —                                                                      | 1959              |
| Malawi                           | Caritas Malawi                                                                          | Catholic Development Commission in Malawi (CADECOM)                    | 1985              |
| Mali                             | Caritas Mali                                                                            | —                                                                      | 1986              |
| Maurice                          | Caritas Île Maurice                                                                     | Caritas Mauritius                                                      | 1965              |
| Mozambique                       | Caritas Mozambique                                                                      | Caritas Moçambicana                                                    | 1977              |
| Namibie                          | Caritas Namibie                                                                         | Caritas Namibia                                                        | 1987              |
| Niger                            | Caritas Développement Niger (CADEV)                                                     | —                                                                      | 1962              |
| Nigeria                          | Caritas Nigeria                                                                         | Catholic Caritas Foundation of Nigeria (CCFN)                          | 2010              |
| Ouganda                          | Caritas Ouganda                                                                         | Caritas Uganda                                                         | 1970              |
| République centrafricaine        | Caritas Centrafrique                                                                    | —                                                                      | 1960              |
| République du Congo              | Caritas Congo Brazzaville                                                               | —                                                                      | ?                 |
| République démocratique du Congo | Caritas Congo                                                                           | —                                                                      | 1960              |
| Rwanda                           | Caritas Rwanda                                                                          | Caritas Rwanda                                                         | 1960              |
| Sao Tomé-et-Principe             | Caritas Sao Tomé-et-Principe                                                            | Caritas de São Tomé e Príncipe                                         | 1981              |
| Sénégal                          | Caritas Sénégal                                                                         | —                                                                      | 1966              |
| Seychelles                       | Caritas Seychelles                                                                      | —                                                                      | 1975              |
| Sierra Leone                     | Caritas Sierra Leone                                                                    | —                                                                      | 1981              |
| Soudan du Sud                    | Caritas Soudan du Sud                                                                   | Caritas South Sudan                                                    | 2011              |
| Soudan                           | Caritas Soudan                                                                          | Caritas Sudan / Sudanaid                                               | 1972              |
| Tanzanie                         | Caritas Tanzanie                                                                        | Caritas Tanzania                                                       | 1971              |
| Tchad                            | Caritas Tchad                                                                           | —                                                                      | 1986              |
| Togo                             | Organisation de la Charité pour un Développement Intégral (OCDI) / Caritas Togo         |                                                                        | 1967              |
| Zambie                           | Caritas Zambie                                                                          | Caritas Zambia                                                         | 2001              |
| Zimbabwe                         | Caritas Zimbabwe                                                                        | Caritas Zimbabwe / Catholic Development Commission (CADEC)             | 1972              |

## Gouvernance et Direction

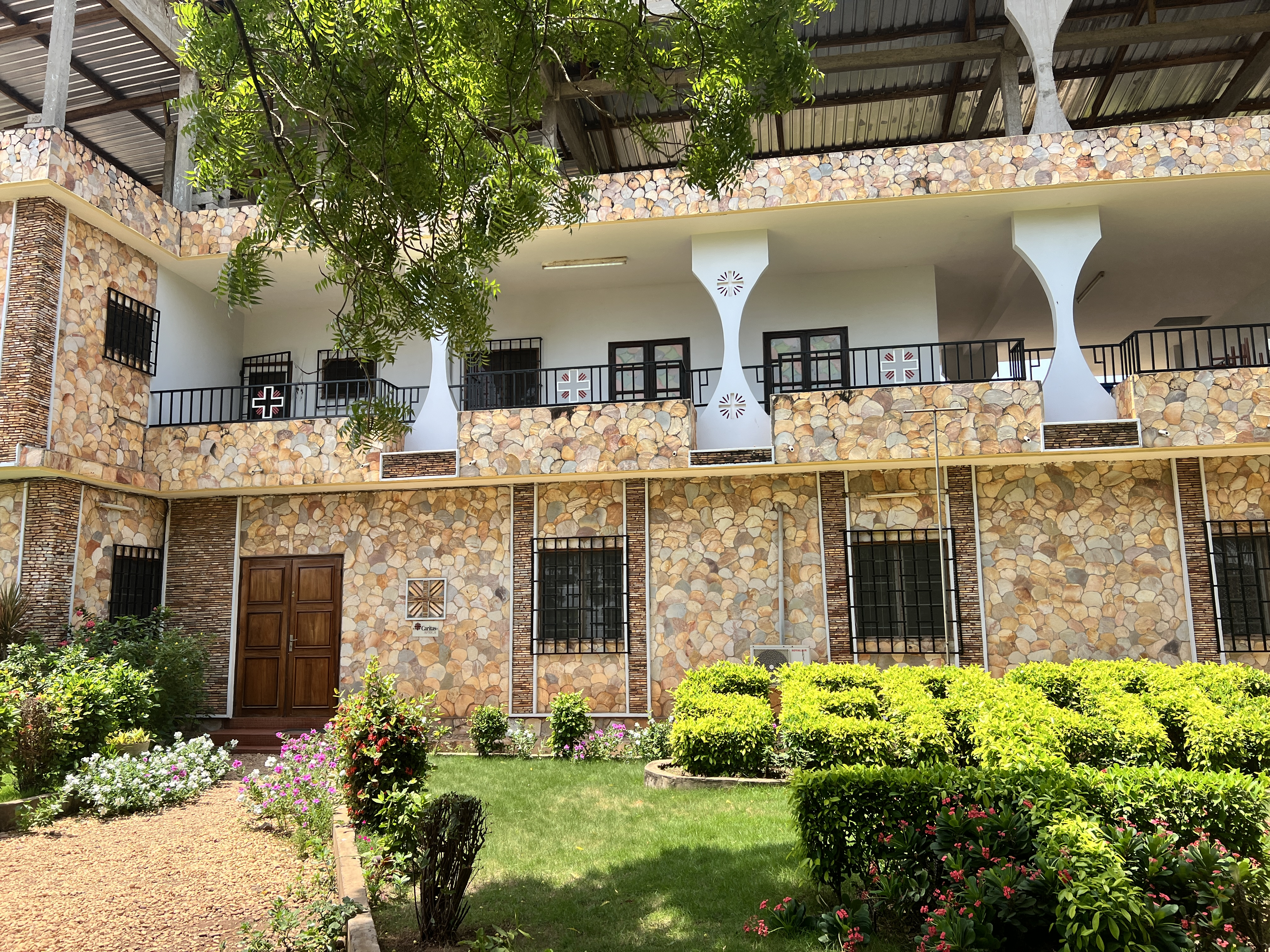
Bureau du secrétariat de Caritas Africa à Lomé.

### Présidents
- 1995-2003: Charles Palmer-Buckle[6]
- 20??-2015: Francisco João Silota[7]
- 2015-2023: Gabriel Justice Yaw Anokye[8]
- 2023-actuellement: Msgr. Pierre Cibambo[9]

### Coordinateurs régionaux
- 2015-2023: Albert Mashika
- 2023-actuellement: Lucy Esipila[10]